# Czarna Wieś (gromada)
Czarna Wieś (od 1956 osiedle Czarna Wieś) – dawna gromada, czyli najmniejsza jednostka podziału terytorialnego Polskiej Rzeczypospolitej Ludowej w latach 1954–1972.
Gromady, z gromadzkimi radami narodowymi (GRN) jako organami władzy najniższego stopnia na wsi, funkcjonowały od reformy reorganizującej administrację wiejską przeprowadzonej jesienią 1954 do momentu ich zniesienia z dniem 1 stycznia 1973, tym samym wypierając organizację gminną w latach 1954–1972.
Gromadę Czarna Wieś z siedzibą GRN w Czarnej Wsi (obecna nazwa Czarna Białostocka) utworzono – jako jedną z 8759 gromad – w powiecie białostockim w woj. białostockim, na mocy uchwały nr 11/V WRN w Białymstoku z dnia 4 października 1954. W skład jednostki weszły następujące obszary ze zniesionej gminy Czarna Wieś w tymże powiecie:
- obszary dotychczasowych gromad[6] Czarna Wieś, Buksztel i Machnacz,
- miejscowość Brzozowy Mostek z dotychczasowej gromady Ruda Rzeczka,
- miejscowość Czumażówka z dotychczasowej gromady Jałówka,
- miejscowość Ponura kolonia z dotychczasowej gromady Złota Wieś[7],
- obszar 1. p. Nadleśnictwa Czarna Wieś (z wyłączeniem oddziałów 208 — 211),
- obszar 1. p. Nadleśnictwa Złota Wieś (z wyłączeniem oddziałów 186 — 192).

Dla gromady ustalono 27 członków gromadzkiej rady narodowej.
Gromadę Czarna Wieś zniesiono 1 stycznia 1956 w związku z nadaniem jej statusu osiedla.
Osiedlu Czarna Wieś nadano status miasta z dniem 18 lipca 1962, zmieniając nazwę na Czarna Białostocka. Równocześnie ze znoszonego osiedla wyłączono wieś Machnacz, kolonię Ponura, obszar lasów państwowych Nadleśnictwa Czarna Wieś, obejmujący oddziały nr: 1-160, 168-171, 178-181, 188-191, 197-199, 204-206, 208-211 i obszar lasów państwowych Nadleśnictwa Złota Wieś obejmujący oddziały nr: 1-102, 105, 185, 193-210, gajówki: Chmielnik, Czumazówka, Horodnianka, Jesionicha, Niemczyn, Ośrodek, Ozynnik, Podjałówka, Rogoziński Most, Straż; leśniczówki Budzisk i Horodnianka i włącza się je do gromady Czarna Wieś Kościelna w tymże powiecie i województwie. Innymi słowy z osiedla Czarna Wieś wyłączono obszary odpowiadające dzisiejszym obrębom ewidencyjnym Chmielnik i Ponure, a miasto objęło współczesny obszar, czyli obręb ewidencyjny Czarna Białostocka.